# Rue de Lappe
La rue de Lappe è una via di Parigi sita nel quartiere de la Rochette, nell'XI arrondissement.

## Storia

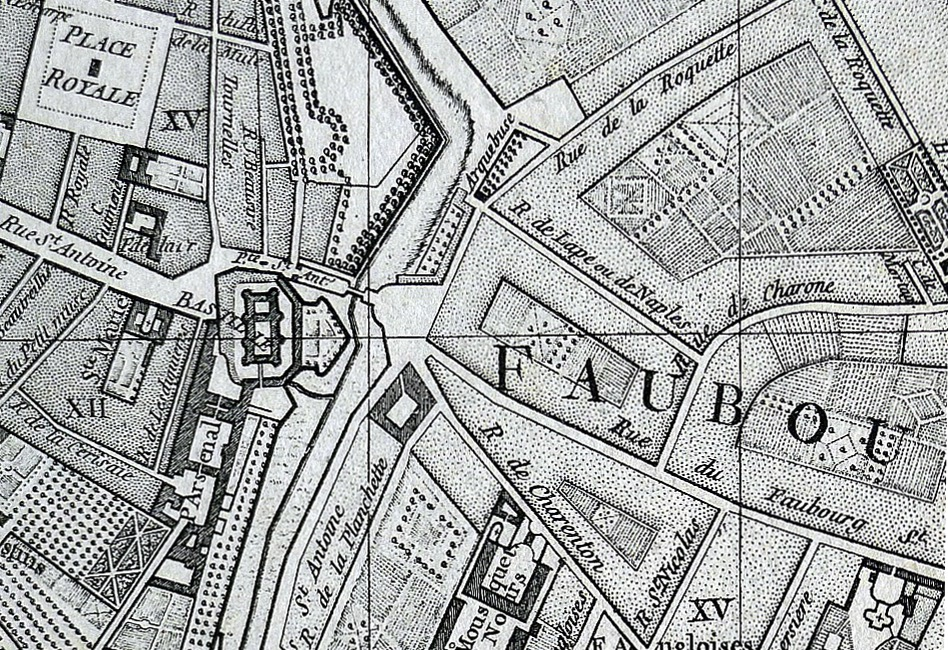
Rue de Lape o de Naples nel 1760 (pianta di Vaugondy)

La via deve il nome a un orticultore, Gérard de Lappe, che possedeva a questo luogo degli orti nel XII secolo. Essa esisteva già nel 1652.
Prese il nome di rue Gaillard, in omaggio all'abate Gaillard che aveva fondato una piccola comunità destinata all'educazione dei bambini poveri del vicino Faubourg Saint-Antoine.

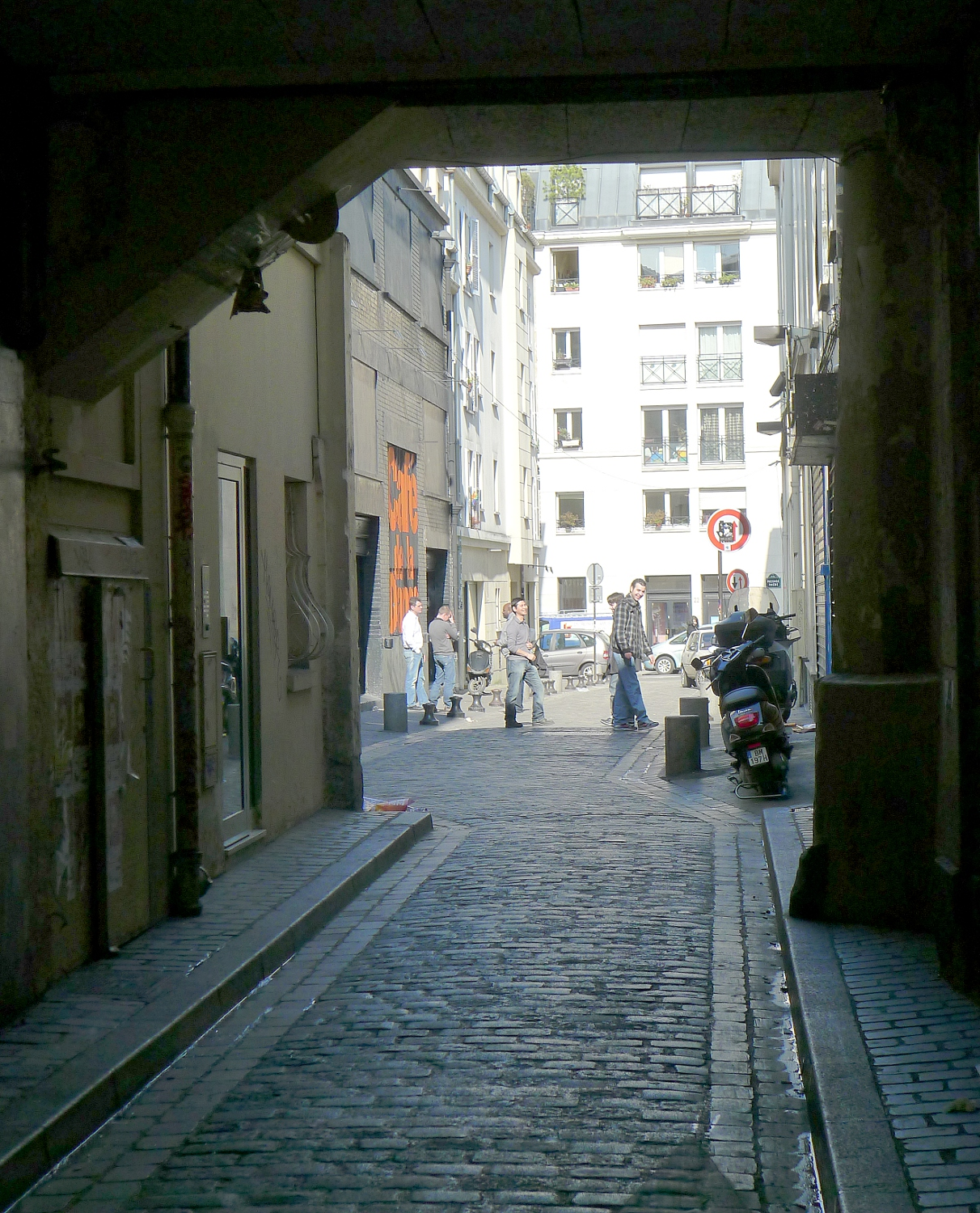
Passaggio Luigi Filippo

Nel 1830 Luigi-Filippo vi fece una visita apprezzata dai residenti, tanto che ne chiesero il cambiamento di nome in suo onore e prese quindi il nome di rue Louis-Philippe, che mantenne fino al 1867, quando un decreto le restituì il nome originale. In ogni caso, a ricordo di questa visita, un passaggio porta il nome di passage Louis-Philippe.
Dalla metà del XIX secolo la piccola via era dedicata ai cascami metallici. La maggior parte dei negozi vendevano qualsiasi tipo di metallo, dallo zinco dei bistrot al rame delle tubazioni, passando per il ferro degli strumenti di lavoro del legno.
A poco a poco furono le attività festive che presero il sopravvento, a due passi dalla Bastiglia. I bretoni, poi gli alverniati v'installarono numerose osterie "bois et charbon". La rue de Lappe divenne allora il rifugio degli apaches, giovinastri e vagabondi di ogni genere, che frequentavano i numerosi cafés-charbons ai piedi di alti edifici anneriti e screpolati dal tempo.
Le cabrette alverniate si associarono alle fisarmoniche diatoniche degli italiani, altri immigrati, per formare dal 1880 le prime musette, ove si danzava la bourrée battendo i talloni.

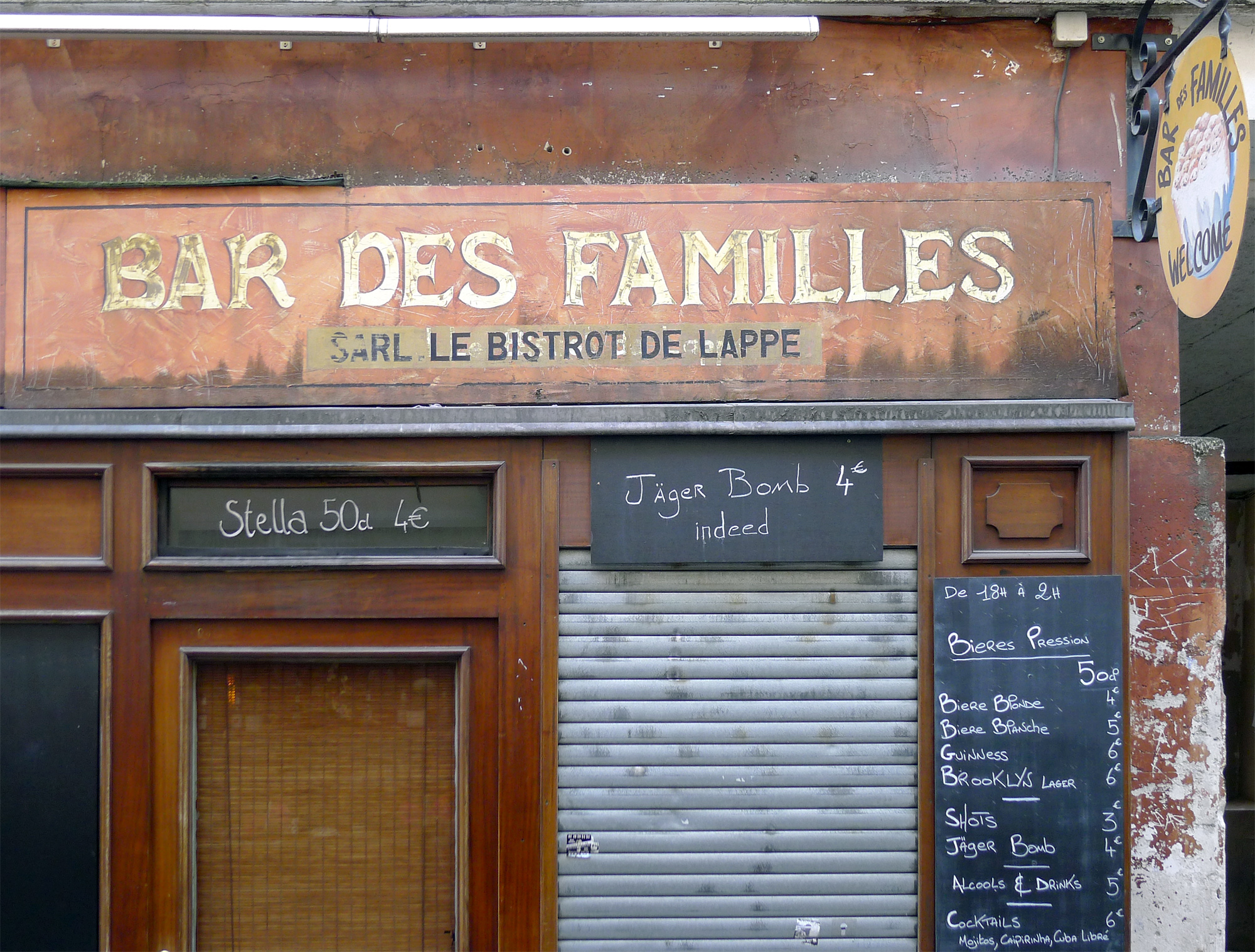
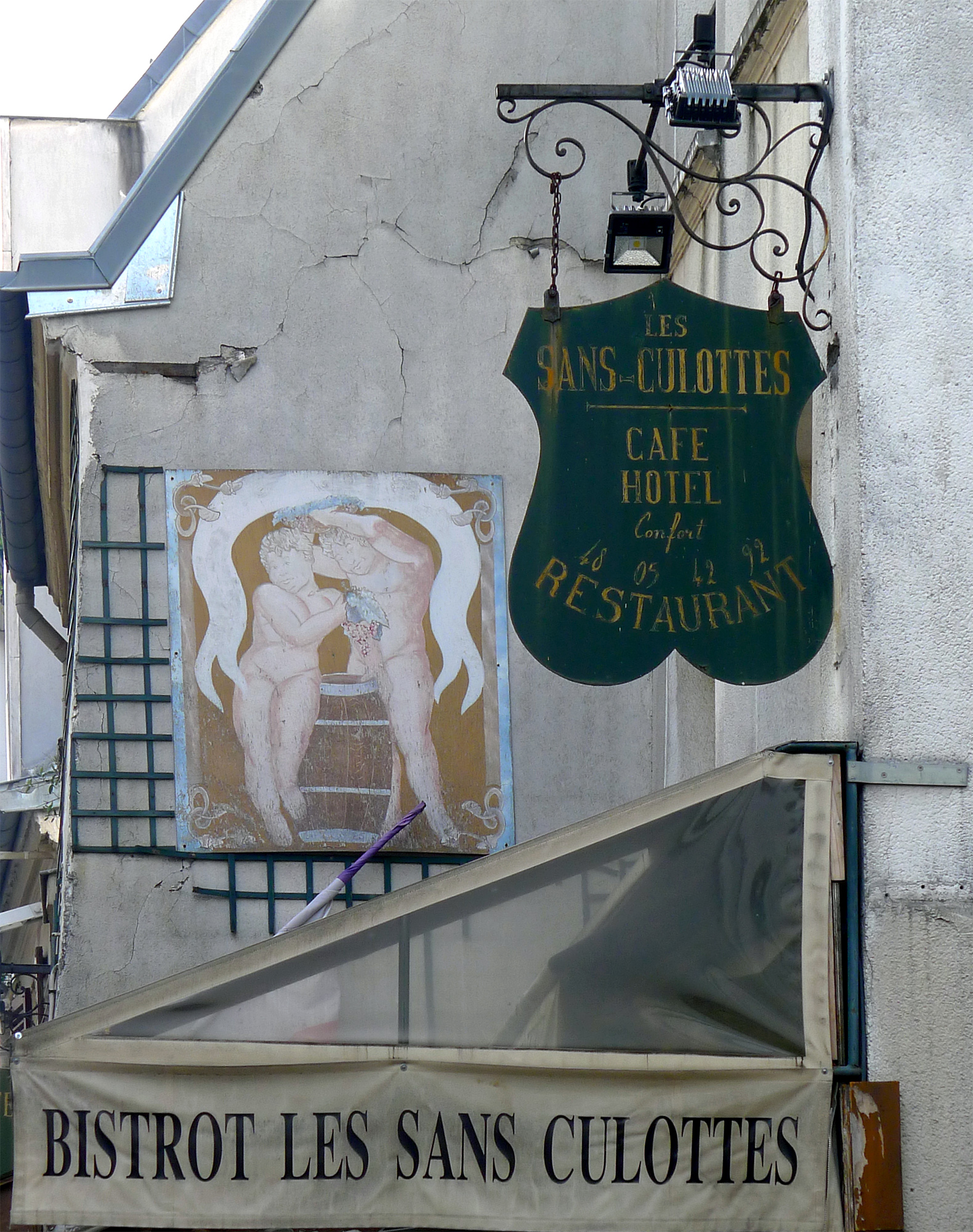
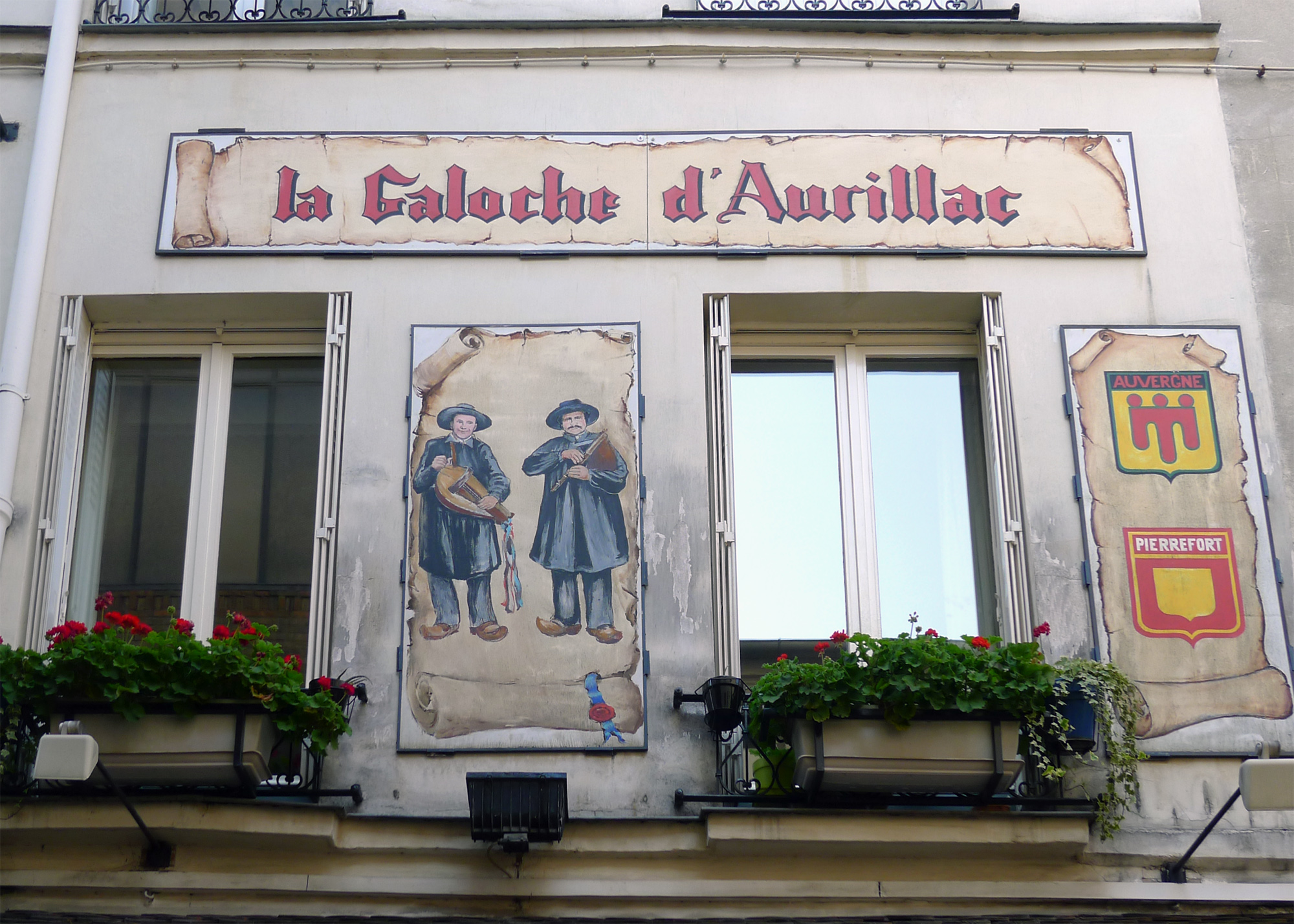

Negli anni trenta vi erano 17 sale da ballo, tra cui Le Chalet, La Boule Rouge, Les Barreaux Verts, Le Bal Chambon. Uno di loro si trovava al numero 9 della via, nel 1936 sotto il patronato di Mistinguett: il Bal à Jo, dal nome del suo proprietario, Jo France, che aveva già creato un piccolo cabaret cinque anni prima, La Bastoche, nella medesima via, ma che aveva appena ripreso i locali del Bal Vernet. Al suono dell'accordéon egli fece danzare la giava a tutta Parigi. Nel giugno 2011 il locale, che aveva registrato più di cinque milioni d'ingressi dalla sua creazione, celebrò il suo settantacinquesimo anniversario..

## Descrizione
La rue de Lappe collega la rue de la Roquette alla rue de Charonne. Molto apprezzata per la sua vita notturna, essa è diventata oggi il cuore del quartiere alla moda della Bastiglia.

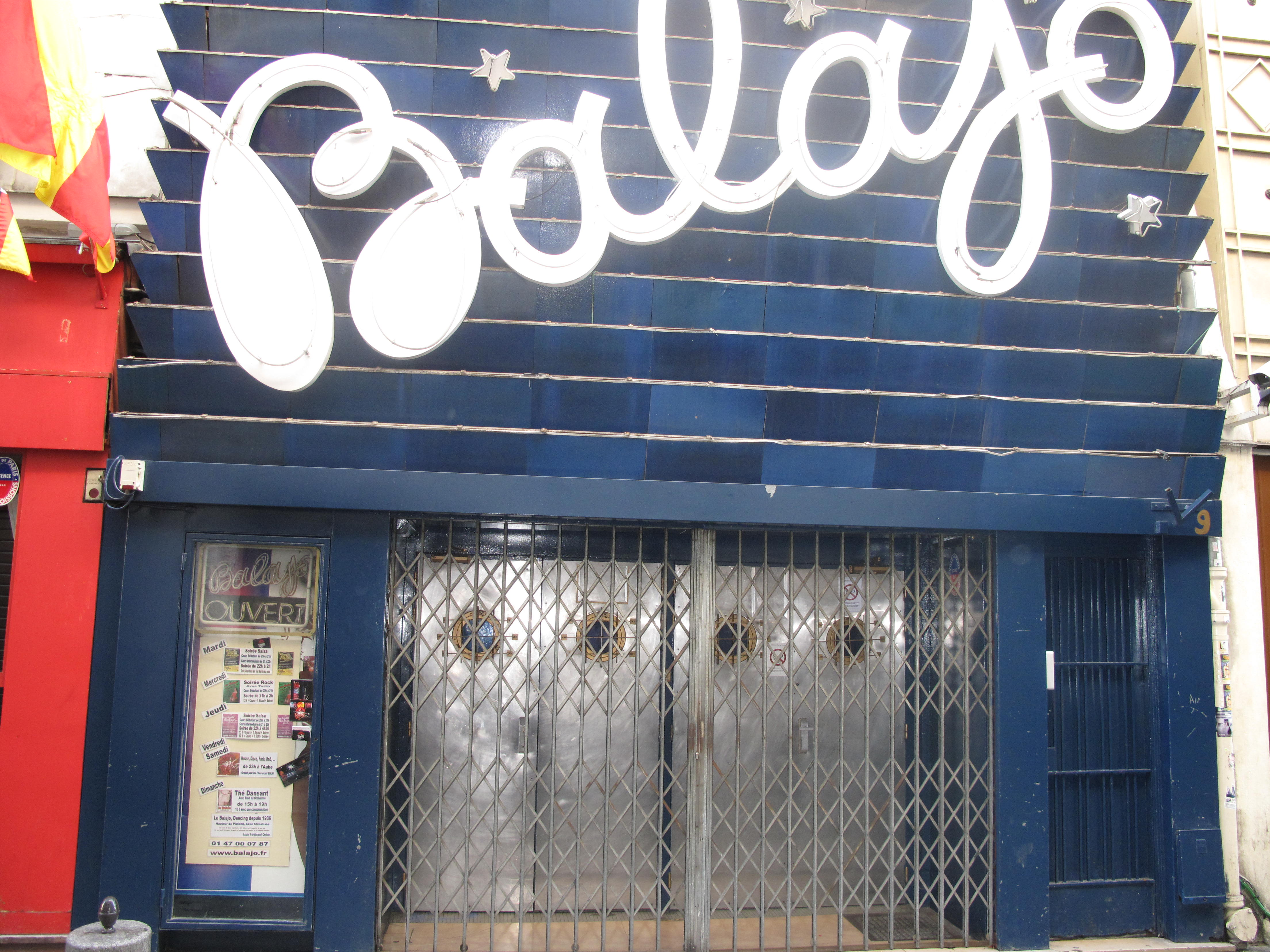
Il Balajo
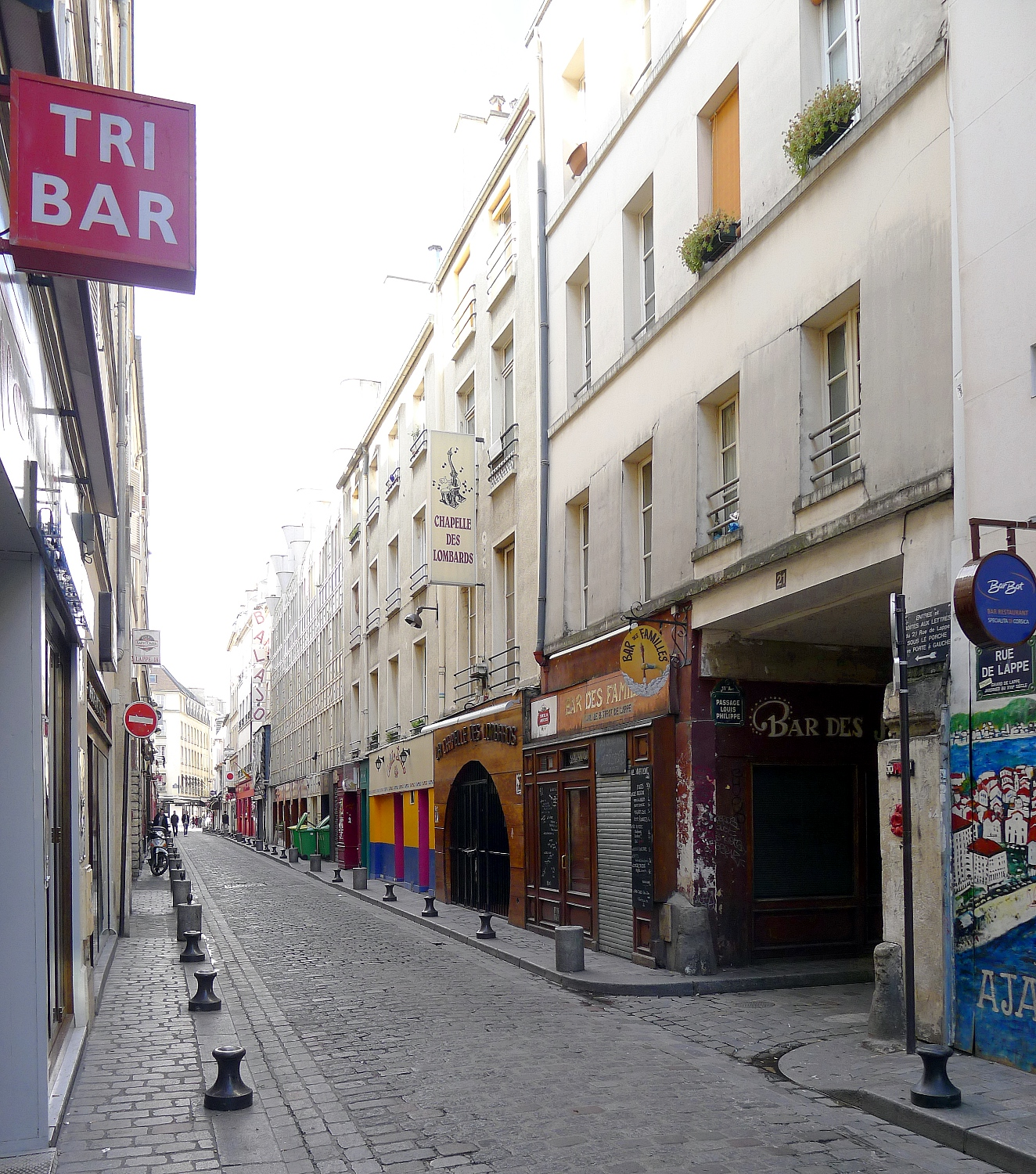
Vista della rue de Lappe in direzione della rue de la Roquette

## Cultura

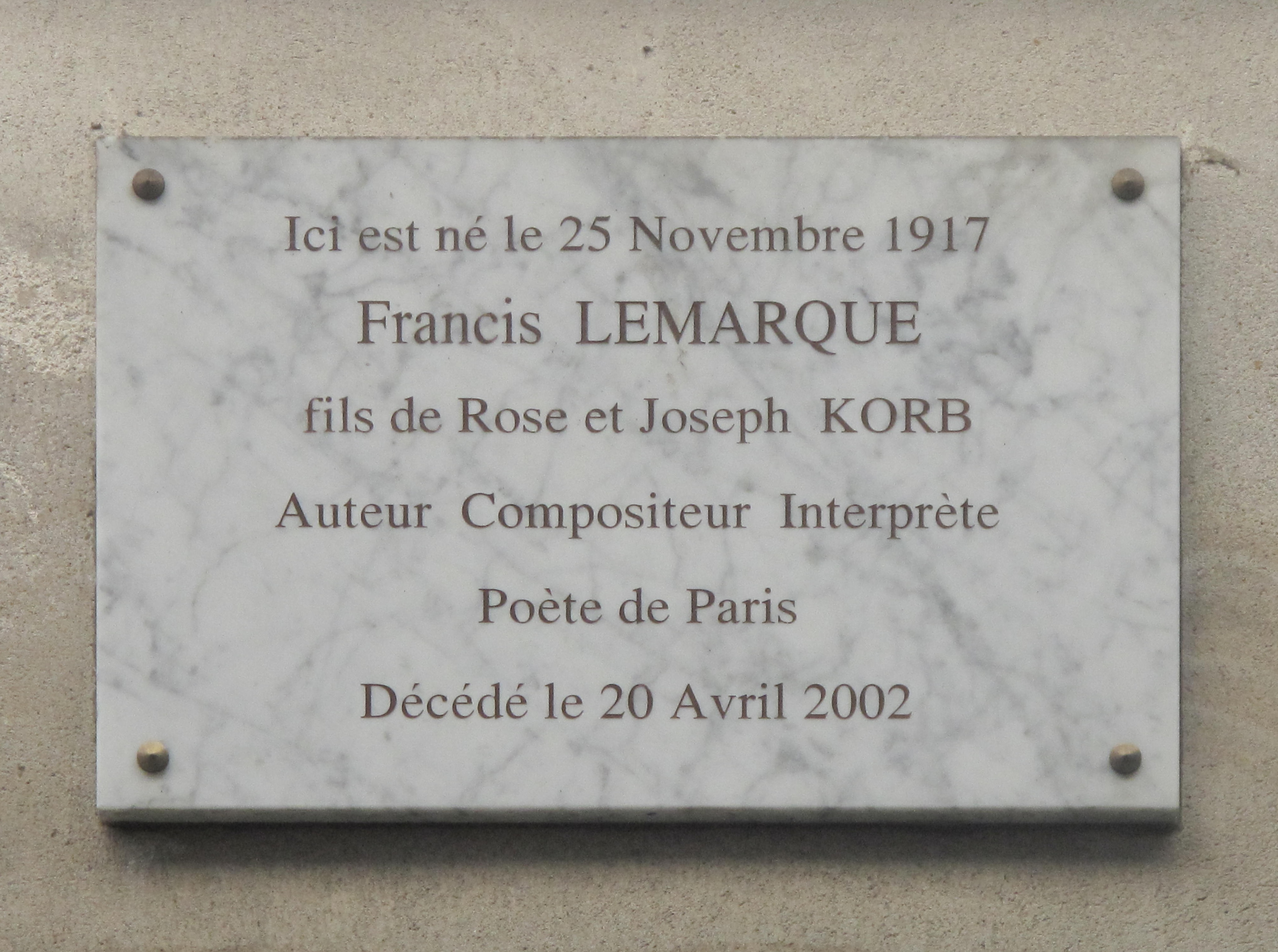
Targa commemorativa

Francis Lemarque, nato al n. 51, ha dato il nome di questa via a una delle sue canzoni: Rue de Lappe, ripresa da Mouloudji.

### Letteratura
Comparso nel 1997 con il titolo La Bastoche - Bal-musette, plaisir et crime nell'edizione del Félin e, nel 2011, rivisto e migliorato, sotto il titolo La Bastoche - Une histoire du Paris populaire et criminel edito da Perrin-Tempus, il libro di Claude Dubois racconta la storia della musica e del bal musette a Parigi dall'esordio del XIX secolo, e particolarmente di rue de Lappe, a lungo soprannominata le saint des saints (Il santuario) di questo genere musicale e delle danze che lo accompagnavano. I fisarmonicisti vi sono posti in rilievo, in particolare Jo Privat, che per cinquant'anni fu l'anima del famoso Balajo, ultimo locale bal-musette della via.
Nel 2013 Claude Dubois ha pubblicato un altro libro sulla rue de Lappe: Jo Privat - Le Frisson de Paname, edito da Paris-Max Chaleil. Jo Privat (1919-1996) ha dato spettacolo per cinquant'anni al Balajo, dal 1937 agli anni 1980. Nel dicembre 2013 il libro ha ottenuto il primo premio letterario del Balajo.

### La rue de Lappe nel cinema
- 1949 : Le Cœur sur la main di André Berthomieu. Léon Ménard (Bourvil), da poco arrivato a Parigi vi cerca un impiego come fisarmonicista presso un bal musette. Vi si scopre una rue de Lappe nel suo aspetto ancora piuttosto miserabile dell'anteguerra. Vi si vede il Musette e il Balajo.
- 1984 : Amour rue de Lappe, film documentario di Denis Gheerbrant. Di bistrot in bistrot, il cineasta ci invita a fare la conoscenza dei frequentatori. Un tuffo in una via ancora molto popolare e ove i clienti, di origini culturali molto diverse, ci offrono una parola rara e toccante.